# Pelogenia zeylanica
Pelogenia zeylanica är en ringmaskart som först beskrevs av Willey 1905.  Pelogenia zeylanica ingår i släktet Pelogenia och familjen Sigalionidae. Inga underarter finns listade i Catalogue of Life.